# Chloeres prasochroa
Chloeres prasochroa là một loài bướm đêm trong họ Geometridae.